# 鄂倫春旗
鄂倫春旗（おろちょん-き）は満洲国に存在した旗。1932年（大同元年）6月に托河路一帯に設置されたが、定住住民が存在しなかったことを理由に翌年7月に廃止となった。